# 法尔考高地 (明尼苏达州)
法尔考高地（英語：Falcon Heights）是美国明尼苏达州拉姆西县的一座城市，也是州府圣保罗的卫星城，总面积5.80平方公里（2.24平方英里），2010年的人口为5321人。明尼苏达州51号公路为该市主要交通干道。该市是明尼苏达大学圣保罗校区和明尼苏达州博览会会场的所在地。
2016年7月6日，费兰多·卡斯蒂尔枪击案发生于此。
44°59′30″N 93°09′59″W / 44.991666666667°N 93.166388888889°W